# Јован Станковић
Јован Станковић (Пирот, 4. март 1971) је бивши српски фудбалер и национални репрезентативац. Играо је у везном реду.

## Клупска каријера
Станковић је поникао у Радничком из Пирота и са њима је дебитовао у сениорском фудбалу. Након тога одлази у Црвену звезду одакле је слат на позајмице у Раднички Ниш и Раднички Београд.
Године 1996. одлази у Мајорку где остаје пет и по сезона. Једну полусезону је провео у Олимпику из Марсеља да би се поново вратио у Шпанију и потписао за Атлетико Мадрид. Након две сезоне у Атлетику вратио се у Мајорку на годину дана, а последњу сезону је одиграо у шпанском друголигашу Љеиди.

## Репрезентација
За репрезентацију СР Југославије одиграо је 10 мечева. Био је члан тима на Европском првенству 2000. у Белгији и Холандији.

## Успеси
- Шампион Југославије: 1995. (Црвена звезда)
- Освајач Купа СР Југославије: 1995. (Црвена звезда)
- Освајач Суперкупа Шпаније: 1998. (Мајорка)
- Финале Куп победника купова: 1999. (Мајорка)